# Tachion (dron)
Tachion (ros. Тахион) – rosyjski dron przeznaczony do bliskiego rozpoznania, użytkowany przez Siły Zbrojne Federacji Rosyjskiej. 

## Historia
Konstrukcja powstała w zakładach Iżmasz – Systemy Bezpilotowe (ros. ООО Ижмаш — Беспилотные системы) w Iżewsku. Założeniem było opracowanie drona, który mógłby służyć do przeprowadzania zwiadu lotniczego o dowolnej porze dnia z wykonywaniem zdjęć i filmowaniem oraz przekazywaniem danych w trybie rzeczywistym. Dron miał pozwalać na wykonywanie zadań przy silnym przeciwdziałaniu obrony przeciwlotniczej przeciwnika, w trudnych warunkach atmosferycznych, a także w warunkach skażenia radiologicznego, chemicznego i biologicznego.
Prace nad powstaniem nowego drona ruszyły w 2000 r. W 2014 r. Tachion został zaprezentowany podczas konferencji poświęconej 50-leciu Instytutu Problemów Fizyki Chemicznej jako część mobilnego kompleksu z bezzałogowymi statkami powietrznymi. Jesienią 2014 r. został wprowadzony na wyposażenie jednostek bezzałogowych statków powietrznych Wschodniego Okręgu Wojskowego Siły Zbrojne Federacji Rosyjskiej. W 2015 r. dron został przetestowany podczas ćwiczeń wojskowych Południowego Okręgu Wojskowego. Również w 2015 r. opracowano modyfikację drona, w której zastosowano ogniwa paliwowe w miejsce akumulatorów. W tym samym roku Tachion wszedł na uzbrojenie jednostek Centralnego Okręgu Wojskowego, a w 2016 r. w te drony została wyposażona baza wojsk Federacji Rosyjskiej w Armenii. Przeprowadzono ich testy na poligonie w Alagjaz oraz Kamchud.
Jednocześnie prowadzono prace nad wprowadzeniem drona do służby w rosyjskiej marynarce. Otrzymały je jednostki stacjonujące w rejonie Morza Kaspijskiego i Morza Białego, planowano wprowadzenie drona do służby w rejonie Wysp Kurylskich. Zastosowano je do prowadzenia rozpoznania dla rosyjskich oddziałów desantowych oraz wykrywania obcych desantów. Dron został również sprawdzony w zakresie wykrywania obiektów nawodnych i podwodnych. W 2018 r. dron został użyty podczas ćwiczeń taktycznych „Bractwo Słowiańskie – 2018” odbywających się w dniach 2–15 listopada pod Belgradem, gdzie ćwiczyły wojska Rosji, Białorusi i Serbii. W 2021 r. drony Tachion zostały wprowadzone na wyposażenie 58. Armii stacjonującej na terenie Osetii Południowej.
Aparat jest używany w ramach systemu składającego się z dwóch dronów, naziemnej stacji kontroli oraz katapulty. Każdy z dronów jest obsługiwany przez dwóch operatorów, którzy mogą go przygotować do startu w ciągu dziesięciu minut. Szkolenie personelu naziemnego odbywa się w specjalistycznym ośrodku szkoleniowym Ministerstwa Obrony w Kołomnie pod Moskwą.

## Konstrukcja
Dron zbudowany jest w układzie latającego skrzydła z silnikiem elektrycznym napędzającym śmigło ciągnące CAM-CARB-Bl.20x12 produkcji niemieckiej firmy „Aero-Naut”. Na krawędzi spływy znajdują się dodatkowe powierzchnie sterowe. Końcówki skrzydeł można demontować na czas transportu. Do zasilania silnika użyte są ogniwa wodorowe. Start odbywa się z wykorzystaniem katapulty o naciągu gumowym, lądowanie z wykorzystaniem spadochronu. Dron może przenosić wyposażenie rozpoznawcze o masie do 5 kg dostosowane do wykonywanego zadania oraz pory dnia. W jego skład może wchodzić kamera pracującą w zakresie fal widzialnych lub termowizji oraz wyposażenie pozwalające użyć go jako transponder sygnału. Zastosowane rozwiązania konstrukcyjne umożliwiają pracę drona w szerokim zakresie temperatur (od -30 do +40 °C) oraz przy znacznej prędkości wiatru (do 15 m/s).

## Użycie bojowe
W lipcu 2014 r. pojawiły się doniesienia o zestrzeleniu Tachiona przez wojska ukraińskie. Dron Tachion (numer boczny 141169) ze 138. Samodzielnej Brygady Strzelców Zmotoryzowanych Sił Zbrojnych Rosji został zniszczony przez wojska ukraińskie 14 grudnia 2014 r. w obwodzie ługańskim, na południowy zachód od wsi Muratow.
Dron Tachion został wykorzystany również podczas agresji Federacji Rosyjskiej na Ukrainę w 2022 r. Jeden z dronów został przejęty w nienaruszonym stanie przez Siły Zbrojne Ukrainy.

## Galeria

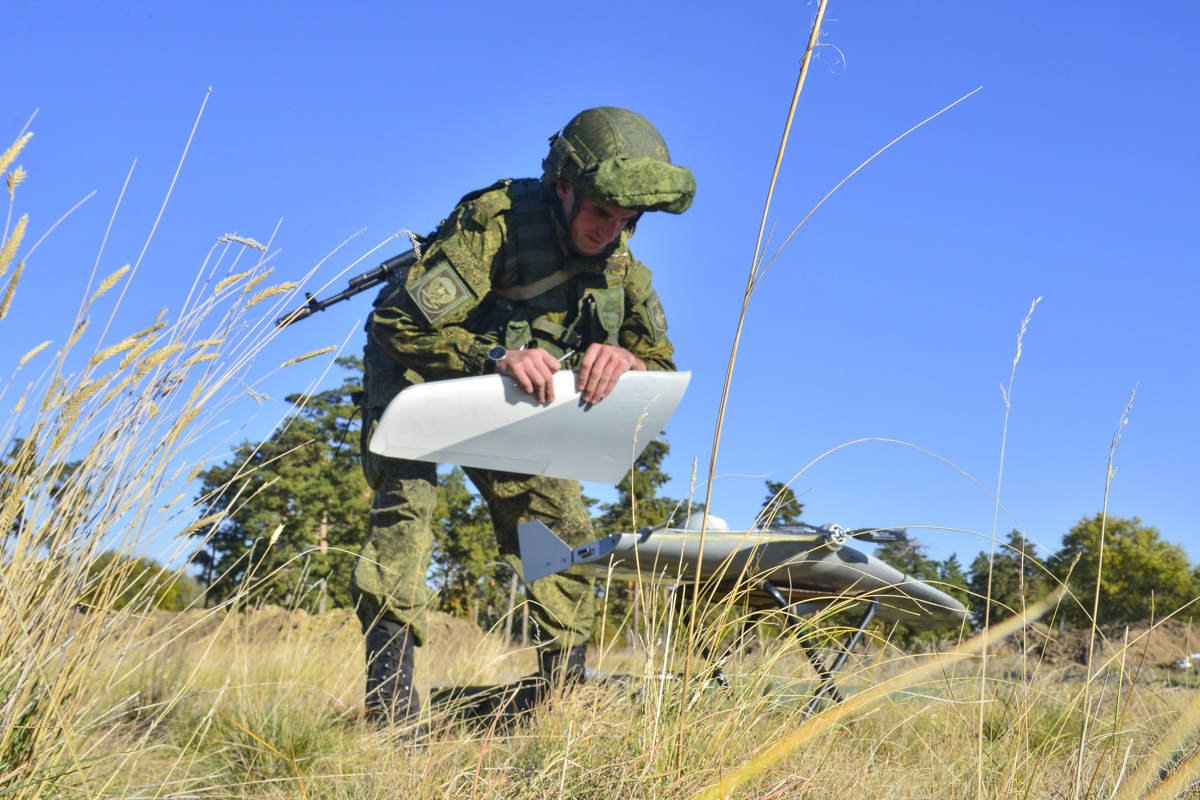
Przygotowanie drona do startu
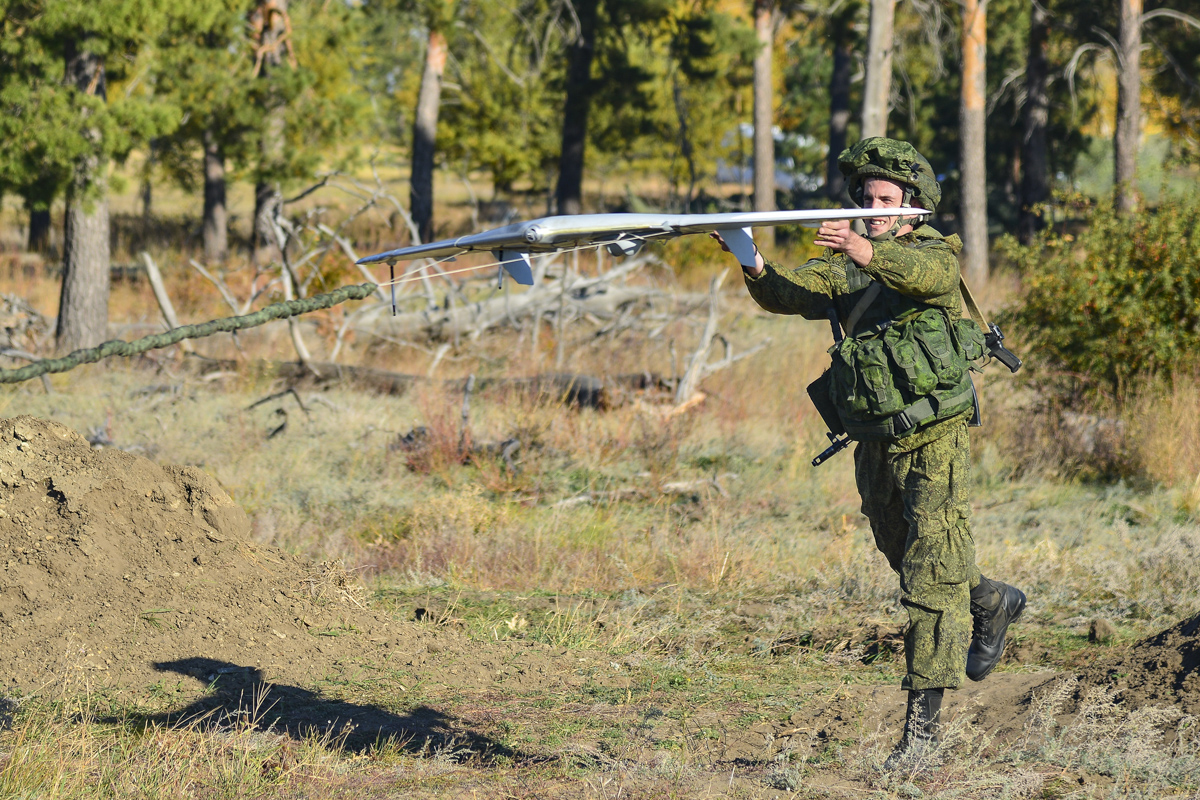
Start z użyciem katapulty o naciągu gumowym
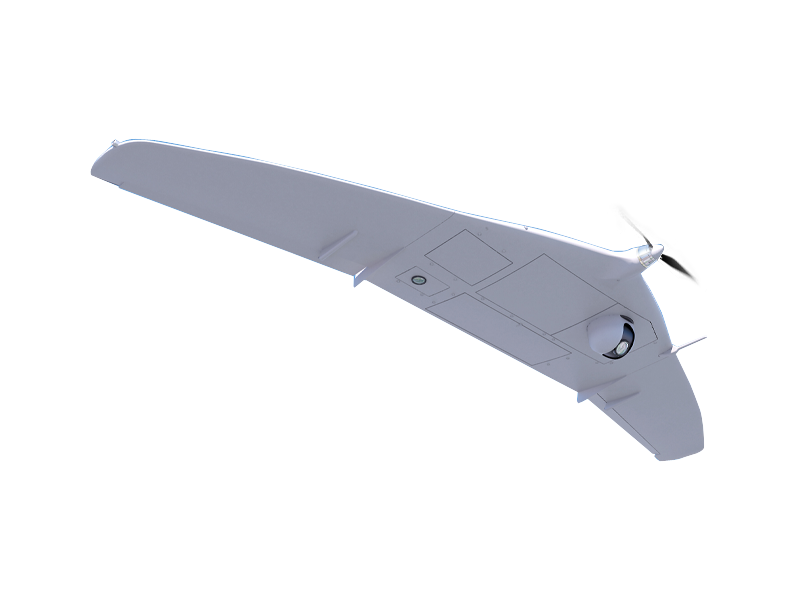
Tachion w locie
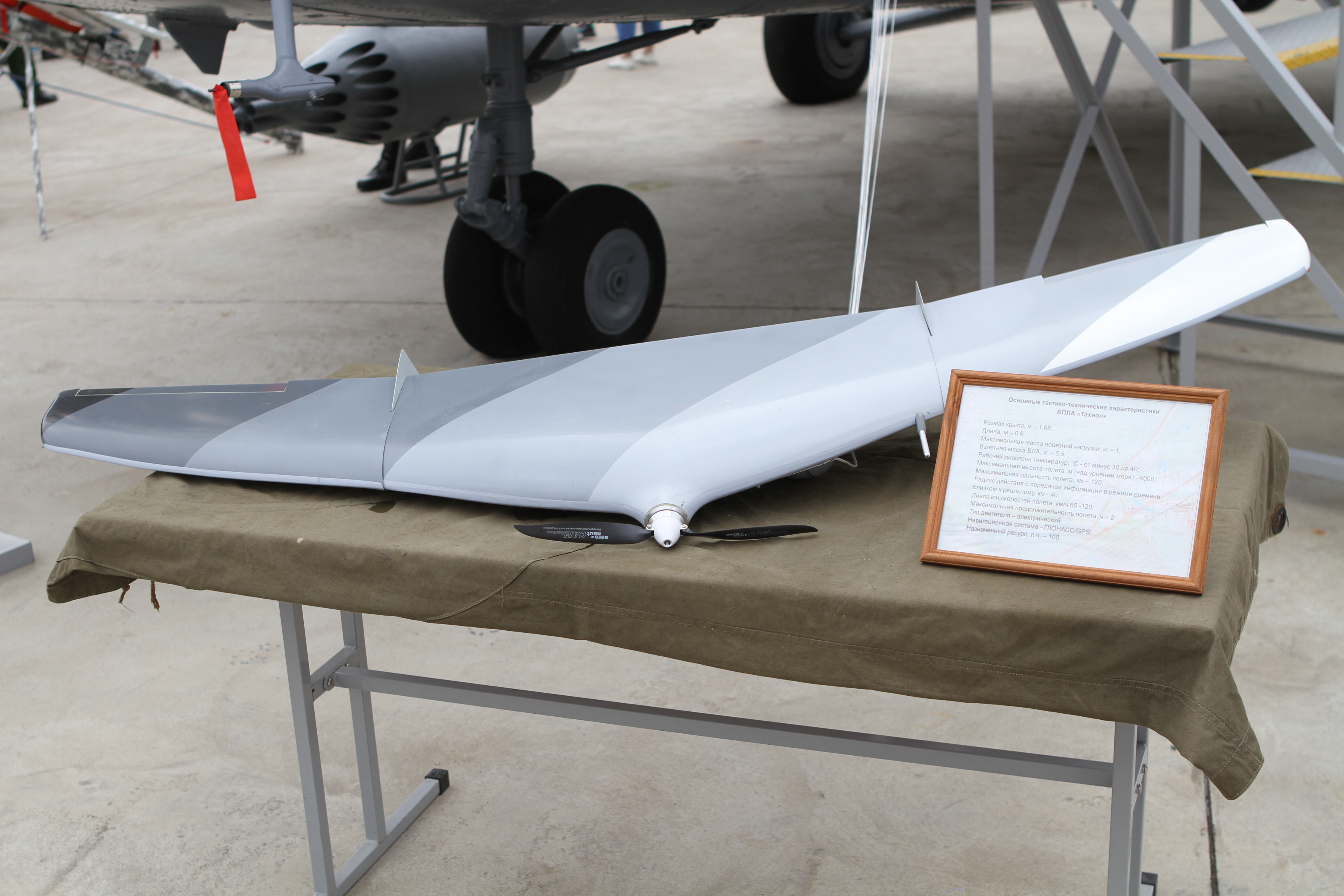
Dron prezentowany na forum Armia-2020